# Bénin Airlines
Bénin Airlines ist eine beninische Fluggesellschaft mit Sitz in Cotonou und Basis auf dem Flughafen Cadjehoun.

## Geschichte
Ihre erste Fluggenehmigung (französisch Permis d’Exploitation Aérienne, PEA) erhielt die Gesellschaft 2015 unter ihrem ursprünglichen dem Namen Air Taxi Benin. Den ICAO-Code ABT behielt das Unternehmen nach der Umbenennung 2020 bei. Geleitet wird die Gesellschaft von Charles Gagnon, einem Abgeordneten der Union Progressiste pour le Renouveau.
Mitte Dezember 2021 entschied die von Patrice Talon geführte Regierung, für 30 Mio. CFA 30 Prozent der Anteile an der Fluggesellschaft zu erwerben, damit diese neben Zielen im Land zukünftig auch die Subregion bedient. Zielgruppe von Bénin Airlines waren zu diesem Zeitpunkt vor allem Diplomaten, Geschäftsleute und wohlhabende Touristen, die bei Reisen in Regionen wie Parakou, Djougou oder Kandi sparen Zeit gegenüber einer Autofahrt wollten.
Da die Gesellschaft in Benin zugelassen ist, war ihr der Betrieb im EU-Luftraum bis zum 16. Mai 2017 untersagt.

## Ziele
Eigenen Angaben zufolge fliegt die Gesellschaft inländische Ziele wie Bohicon, Porga oder Savè ebenso an wie internationale Ziele wie Abidjan (Elfenbeinküste), Accra (Ghana) oder Lagos (Nigeria). Auch sei man ab 2017 mehrfach von der Regierung des Landes zum „offiziellen Beförderer“ der beninischen Pilger nach Mekka (Haddsch) ernannt worden. Im Sommer 2018 wurde eine regelmäßige Fluglinie nach Parakou eingeführt.

## Flotte
Als sofort verfügbares Flugzeug betreibt die Gesellschaft eine Cessna Caravan.